# Ah! vous dirai-je, maman
Az Ah! vous dirai-je, maman egy népszerű francia gyerekdal, melynek számos szövege volt a 18. századi első publikációja óta, közte a 20. századi magyar Hull a pelyhes fehér hó kezdetű gyerekdal. A dalt Mozart C-dúr variációk című zongoradarabja (K. 265 / K. 300e) tette ismertté.

## Története
Henri-Irénée Marrou francia történész szerint a dallam eredetileg egy francia pásztordal volt 1740 körül, melyhez a szöveget viszonylag később adták. A dallamot először 1761-ben publikálták. 1774-ben jelent meg először a dallam és a szöveg együtt nyomtatásban a Recueil de Romances by M.D.L. (Charles de Lusse) második kötetében, melyet Brüsszelben adtak ki La Confidence naïve címen.
A dallamnak később rengeteg klasszikus feldolgozása született:
- Wolfgang Amadeus Mozart C-dúr variációk (K. 265 / K. 300e) (1781 vagy 1782)[5]
- Johann Christoph Friedrich Bach, G-dúr variációk „Ah vous dirai-je maman”  (Wf XII: 2) (BR A 45) (ca. 1880)[6]
- Joseph Haydn, 94. szimfónia (Meglepetés szimfónia), második tétel (andante) (1791)[7]
- Jean-Baptiste Cardon (1760–1803), Variációk hárfára „Ah vous dirai-je maman”[8]
- Theodor von Schacht, B-dúr klarinétverseny, harmadik tétel (Allegretto con variazioni)[9]
- Liszt Ferenc, Album Leaf: „Ah vous dirai-je maman” (1833) (S.163b)[10]
- Johann Christian Heinrich Rinck, Variációk orgonára „Ah vous dirai-je maman”, op. 90 (pub. 1828)[11]
- Adolphe Adam, bravúros variációk a Le toréador operából (1849)[12]
- Camille Saint-Saëns, Az állatok farsangja (1886), 12,. tétel (Őskövületek)[13]
- Dohnányi Ernő, Változatok egy gyermekdalra, Op. 25 (1914)[14]
- Erwin Schulhoff, Tíz variáció a „Ah vous dirai-je maman”-ra és fúga WV34 op 16.[15]
- John Corigliano, The Mannheim Rocket[forrás?]

## Eredeti szövege
Ah ! Vous dirai-je maman

Ce qui cause mon tourment?

Papa veut que je raisonne

Comme une grande personne

Moi je dis que les bonbons

Valent mieux que la raison.

## Szövegváltozatok
Angol nyelvterületen több szöveggel is éneklik ezt a dallamot. Az egyik legismertebb a Twinkle, twinkle, little star, Jane Taylor (1783–1824) The Star című verse (1806), a másik az Alphabet Song, melyben a gyerekek végigéneklik az ábécé betűit, a harmadik a Baa, Baa, Black Sheep kezdetű bölcsődal.
Más népek más szöveggel ismerik: a törököknél a Daha Dün Annemizin iskolai ének, Hollandiában eredetileg egy részeges, toprongyos asszonyról szólt az Altijd is Kortjakje ziek. A spanyol változat közelebb áll a magyarhoz: a Campanita del Lugar Jézus születéséről szól. A német Morgen kommt der Weihnachtsmann kezdetű dalszöveget 1835-ben Hoffman von Fallersleben írta, és ez már a Télapóról szól, de mellette fegyverekről és katonákról is a szablyától a puskáig, gránátosoktól a muskétásokig – ezek persze a mai változatban már nem szerepelnek.
A közismert magyar Hull a pelyhes fehér hó dal szövegét Rossa Ernő (1909–1972) dalszövegíró, karnagy, zenepedagógus, zeneszerző, a Munkásőrinduló és a Lenin-dal szerzője írta.

## Fordítás
- Ez a szócikk részben vagy egészben  az   Ah! vous dirai-je, maman című angol Wikipédia-szócikk ezen változatának fordításán alapul.  Az eredeti cikk szerkesztőit annak laptörténete sorolja fel. Ez a jelzés csupán a megfogalmazás eredetét és a szerzői jogokat jelzi, nem szolgál a cikkben szereplő információk forrásmegjelöléseként.